# Atanásio (juiz pedaneu)
Atanásio (em latim: Athanasius) foi um oficial bizantino do século VI, ativo durante o reinado do imperador Justiniano (r. 527–565).

## Vida
Atanásio talvez pode ser associado ao oficial homônimo que esteve até pouco antes dele aparecer nas fontes. É possível que foi um dos juízes pedaneus. É citado em 556 como proeminente senador de Constantinopla. Na ocasião, foi enviado para Lázica para conduzir um inquérito formal sobre a morte do rei dos lazes Gubazes II e julgar os acusados de seu assassinato. Julgou que Gubazes era inocente das acusações de traições denunciadas por João e que o rei foi morto injustamente. Enviou um relatório a Justiniano relatando a culpa de Martinho e sentenciou Rústico e João à morte.